# Список национальных исторических памятников Аляски
Список национальных исторических памятников Аляски содержит все объекты и места американском штате Аляска, включённые Министерством внутренних дел США в Национальные исторические памятники США, и находятся под государственной защитой.
В период 1960—2005 годы 48 включённых в список исторических мест располагаются на Аляске. Преимущественно, места первых поселенцев, Русской Америки, Второй мировой войны.

## Национальные исторические памятники Аляски
| №  | Название                                                | Изображение | Дата присвоения статуса | Место                                   | Округ                      | Описание |
| -- | ------------------------------------------------------- | ----------- | ----------------------- | --------------------------------------- | -------------------------- | --- |
| 1  | Naval Air Facility Adak                                 |             | 27 февраля 1987         | Адак                                    | Западные Алеутские острова | Основанная в 1942 году военная база служила отправным пунктов во время Второй мировой войны для бомбардировок оккупированных японцами Алеутских островов Кыска и Атту.                                                           |
| 2  | Зал коренных народов Аляски                             |             | 2 июня 1978             | Ситка                                   | Ситка                      | |
| 3  | Археологический район залива Амалик                     |             | 4 апреля 2005           | Кинг-Салмон                             | Лейк-энд-Пенинсула         | |
| 4  | Замковый холм (Аляска)                                  |             | 13 июня 1962            | Ситка                                   | Ситка                      | Место поднятия американского флага в честь покупки Аляски у России и признании в 1959 году Аляски 49-м штатом. Также известен как крепость Баранова.                                                                             |
| 5  | Археологический округ Анангула                          |             | 2 июня 1978             | Никольский                              | Западные Алеутские острова | Первое свидетельство деятельности человека |
| 6  | Поле битвы, аэродромы и причал США на о.Атту.           |             | 4 февраля 1985          | Атту                                    | Западные Алеутские острова | Единственное место сражения во Вторую мировую войну на земле США, где из 2500 японских солдат выжило 29. |
| 7  | Место высадки экспедиции В.И.Беринга                    |             | 2 июня 1978             | о.Каяк                                  | Валдиз—Кордова             | Место первого контакта коренных индейцев и европейцев |
| 8  | Археологический памятник культуры бирник                |             | 29 декабря 1962         | Барроу                                  | Норт-Слоп                  | 16 доисторических памятников культур бирник и туле |
| 9  | Археологический район реки Брукс                        |             | 19 апреля 1993          | Национальный парк Катмай                | Бристол-Бей                | Включает ок. 20 отдельных поселений, датируемых 2500 годом до н.э. |
| 10 | Мыс Крузенштерна                                        |             | 7 ноября 1973           | Коцебу                                  | Нортуэст-Арктик            | Назван в честь российского мореплавателя И.Ф.Крузенштерна. Местность примечательна сохранившимися за 5000-летнюю историю доисторическими свидетельствами жизни человека, культуры эскимосов.                                     |
| 11 | Мыс Ном                                                 |             | 2 июня 1978             | Ном                                     | Ном                        | Играл роль в истории золотодобычи Аляски |
| 12 | Чалука                                                  |             | 19 декабря 1962         | Никольский                              | Западные Алеутские острова | Археологическая местность доисторических кухонных куч, свидетельств о культуре алеутов. |
| 13 | Перевал Чилкут и Дайи                                   |             | 16 июня 1978            | Скагуэй                                 | Скагуэй                    | Здесь пролегал главный маршрут с побережья до золотоносных месторождений Юкона и Клондайка в конце 1890-х годов (Золотая лихорадка на Аляске).                                                                                   |
| 14 | Церковь Вознесения Господня                             |             | 15 апреля 1970          | Уналашка                                | Западные Алеутские острова | Одна из самых старых церквей на Аляске, построена в 1894 году, вероятно, на месте в церкви 1826 года. Храм имеет большое значение как место, из которого миссионеры принесли православие к местным алеутам.                      |
| 15 | Археологическая местность Драй-крик                     |             | 2 июня 1978             | рядом с Хили                            | Денали                     | Местность явила доказательства теории о Берингии |
| 16 | Военно-морская база в Датч-Харбор и форт Мирс)          |             | 4 февраля 1985          | Уналашка                                | Западные Алеутские острова | Нападение на Датч-Харбор |
| 17 | Исторический район Игл                                  |             | 2 июня 1978             | Игл                                     | Саутист-Фэрбанкс           | Историческая местность с хорошо сохранившимися ок. 100 зданиями времён Золотой лихорадки. Отсюда совершил свой Северо-Западный проход Руаль Амундсен.                                                                            |
| 18 | Форт Дарем                                              |             | 2 июня 1978             | Гавань Таку                             | Джуно                      | Одна из трёх бухт Гудзонова залива |
| 19 | Форт Гленн                                              |             | 28 мая 1987             | Форт Гленн                              | Западные Алеутские острова | Хорошо сохранившаяся военная база США времён Второй мировой войны |
| 20 | Форт Виллиама Х.Сьюарда                                 |             | 2 июня 1978             | Хейнс                                   | Хейнс                      | Последний из 11 военных постов, созданных в период Золотой лихорадки в Аляске. |
| 21 | Место археологических раскопок Галлахер Флинт           |             | 2 июня 1978             | Сагвон                                  | Норт-Слоп                  | Обнаружено в 1970 году при строительстве трансаляскинского нефтепровода, что стало первыми археологическими раскопками в Северной Аляске.                                                                                        |
| 22 | Свято-Успенская церковь                                 |             | 15 апреля 1970          | Кенай                                   | Кенай (боро)               | Русская православная церковь в городе Кенай на Аляске. |
| 23 | Ипиутак                                                 |             | 20 января 1961          | Пойнт-Хоп                               | Норт-Слоп                  | Свидетельства культуры ипиутак |
| 24 | Ятает                                                   |             | 20 января 1961          | Кейп-Денби                              | Ном                        | Археологическая местность со свидетельствами жизни различных культур 6000 лет назад |
| 25 | Консервный завод в Кейке                                |             | 9 декабря 1997          | 1,6 км бго-западнее Кейка               | Питерсберг (Аляска)        | Построен в 1912—1940 года и рассказывает историю консервирования лосося на Аляске |
| 26 | Прииски в Кеннекотте (Аляска)                           |             | 23 июня 1986            | 10,5 км севернее Мак-Карти              | Валдиз—Кордова             | Место добычи меди, найденной здесь в 1900 году. |
| 27 | Киджик                                                  |             | 12 октября 1994         | Лейк-Кларк                              | Лейк-энд-Пенинсула         | Относится к культуре танаина |
| 28 | Японская оккупация о.Кыска                              |             | 4 февраля 1985          | Кыска                                   | Западные Алеутские острова | Наряду с соседним островом Атту является единственной оккупированной американской территорией японцами во время Второй мировой войны.                                                                                            |
| 29 | Береговая база Кодиак                                   |             | 4 февраля 1985          | Кадьяк                                  | Кадьяк-Айленд              | База Второй мировой войны |
| 30 | Аэродром Лэдд                                           |             | 4 февраля 1985          | Фэрбанкс                                | Фэрбанкс-Норт-Стар         | Сыграл важную роль во Вторую мировую войну, место встречи партнёров Ленд-лиза |
| 31 | Лагерь Леффингвелл                                      |             | 2 июня 1978             | Кактовик                                | Норт-Слоп                  | Геологическая база исследователя Эрнеста де Ковен Леффингвелла |
| 32 | Ненана (пароход)                                        |             | 5 мая 1989              | Парк первопроходцев (Аляска)Фэрбанкс    | Фэрбанкс-Норт-Стар         | Единственный в своём роде сохранившийся речной пароход |
| 33 | Новороссийск (Аляска)                                   |             | 2 июня 1978             | Якутат                                  | Якутат                     | Русское поселение было атаковано и уничтожено тлинкитами в 1805 году. С тех пор территория не заселялась. |
| 34 | Старая Ситка                                            |             | 13 июня 1962            | 9,7 км севернее Ситки                   | Ситка                      | Поселение российско-американской компании, основанное в 1799 году и уничтоженное тлинкитами в 1802 году. Также известен как Редут Святого Михаила                                                                                |
| 35 | Луковый перевалочный пункт                              |             | 2 июня 1978             | Кайана                                  | Нортуэст-Арктик            | Пожалуй, самое важное археологическое место, где деятельность человека насчитывает тысячелетие |
| 36 | Пулагвик                                                |             | 29 декабря 1962         | остров Хоукинс                          | Валдиз—Кордова             | Археологическая местность доисторических кухонных куч, свидетельств о культуре эскимосов |
| 37 | Русско-американский дом №29                             |             | 28 мая 1987             | 202-206 Lincoln Street, Ситка           | Ситка                      | Обитый сайдингом дом относится ко времени после покупки Аляски в 1867 году |
| 38 | Музей Баранова                                          |             | 13 июня 1962            | 101 East Marine Way, Кадьяк             | Кадьяк-Айленд              | Магазин Русско-Американской Компании является одним из самых старых из построенных русскими зданий на Аляске |
| 39 | Дом русского епископа                                   |             | 13 июня 1962            | 501 Lincoln Street, Ситка               | Ситка                      | Один из четырёх сохранившихся примеров русского стиля в западном полушарии |
| 40 | Собор Архангела Михаила (Ситка)                         |             | 13 июня 1962            | 240 Lincoln Street, Ситка               | Ситка                      | Уникальный памятник российского присутствия на Аляске. |
| 41 | Исторический район острова Сил                          |             | 13 июня 1962            | Острова Прибылова                       | Западные Алеутские острова | Исторические здания, связанные с охотой на северного морского котика на островах Прибилофа и её ограничением в 1911 и 1966 годах.                                                                                                |
| 42 | Шелдон Джексон колледж                                  |             | 7 августа 2001          | 801 Lincoln Street, Ситка               | Ситка                      | Старейший ВУЗ на Аляске |
| 43 | Военно-морская навигационая база и береговая охрана США |             | 11 августа 1986         | о. Японский, остров Мохнатый возлеСитки | Ситка                      | В октябре 1939 года введена в эксплуатацию как военно-морская авиационная станция Ситки, в июле 1942 года переименована в военно-морскую операционную базу. Защищала северную часть Тихого океана во время Второй мировой войны. |
| 44 | Еловый парк Ситки                                       |             | 2 июня 1978             | Уналашка                                | Западные Алеутские острова | Первый зафиксированный проект озеленения Северной Америки предприняли русские поселенцы в 1805 году, чтобы обеспечить Уналашку древесиной                                                                                        |
| 45 | Исторический район Скагуэй и перевал Уайт               |             | 13 июня 1962            | Скагуэй и перевал Уайт                  | Скагуэй                    | Историческая граница Золотой лихорадки и тропа, ведущая к перевалу Уайт на границе с Канадой. Более 100 зданий эпохи сохранились, но страдают от индустриализации. Упоминается в «Зове предков» Джека Лондона.                   |
| 46 | Библиотека имени Джорджа Томаса                         |             | 2 июня 1978             | Фэрбанкс                                | Фэрбанкс-Норт-Стар         | Публичная библиотека Фэрбенкса построена в 1909 году. Место официальной встречи в 1915 году должностных лиц США и местных жителей для урегулирования земельных претензий                                                         |
| 47 | Бухта Трёх Святителей                                   |             | 2 июня 1978             | Олд-Харбор                              | Кадьяк-Айленд              | Место первых русских поселенцев на Аляске в 1784 году. |
| 48 | Wales Site                                              |             | 29 декабря 1962         | Уэйлс (Аляска)                          | Ном                        | Археологические свидетельства смены культуры бирнирк культурой туле до контактов с китобойными народами Аляскинской береговой линии.                                                                                             |
| 49 | Острова Вальруса                                        |             | 23 декабря 2016         | устье Бристольского залива              | Диллингхем                 | |
| 50 | остров Юкон                                             |             | 29 декабря 1962         | остров Юкон                             | Кадьяк-Айленд              | относится к культуре качемак |

## Национальные парки Аляски
| № | Название                                      | Изображение | Дата присвоения статуса | Место   | Округ   | Описание                         |
| - | --------------------------------------------- | ----------- | ----------------------- | ------- | ------- | -------------------------------- |
| 1 | Национальный парк золотой лихорадки Клондайка |             |                         | Скагуэй | Скагуэй | Парк Золотой лихорадки на Аляске |
| 2 | Национальный исторический парк Ситки          |             |                         | Ситка   | Ситка   |                                  |

## Бывшие национальные памятники Аляски
| № | Название        | Изображение | Дата присвоения статуса | Дата удаления статуса | Место   | Округ          | Описание |
| - | --------------- | ----------- | ----------------------- | --------------------- | ------- | -------------- | --- |
| 1 | Gambell Sites   |             | 1962                    | 1989                  | Гамбелл | Ном            | Пять археологических мест установили хронологию проживания людей на острове Св. Лаврентия с доказательствами четырех культурных фаз традиции туле, начиная примерно с 2000 до н.э. В XX веке археологическая ценность этих участков из-за добычи слоновой кости утрачена. |
| 2 | Sourdough Lodge |             | 1978                    | 1994                  | Гакона  | Валдиз—Кордова | Сложенная из брёвен в 1903—05 годах дорожная постройка на дороге Вальдес. Дом уничтожен пожаром в 1992 году, отчего он потерял свой статус. К моменту его разрушения оно было одним из старейших непрерывно действующих дорожных строений на Аляске.                      |